# (35428) 1998 BS2
1998 بي أس 2 (ويعرف أيضًا باسم (35428) 1998 بي أس 2 وفق تسمية الكوكب الصغير) (بالإنجليزية: 1998 BS2)‏ هو كويكب ضمن حزام الكويكبات؛ وترتيبه 35428 من حيث الاكتشاف.
اكتُشف هذا الجُرم الفلكي بواسطة Yoshisada Shimizu ‏ في 19 يناير 1998.

## وصلات خارجية
- (35428) 1998 BS2 في قاعدة بيانات مختبر الدفع النفاث لأجرام النظام الشمسي الصغيرة

- الاكتشاف · مخطط المدار ·  العناصر المدارية · المعلمات المادية

- (35428) 1998 BS2 على موقع ويكي سكاي: DSS2, SDSS, GALEX, IRAS, Hydrogen α, X-Ray, Astrophoto, Sky Map, Articles and images